# Томіта Кадзуо
Томіта Кадзуо (1 січня 1939) — японський плавець.
Учасник Олімпійських Ігор 1956 року, бронзовий медаліст 1960 року.